# Cinnamomum tetragonum
Cinnamomum tetragonum är en lagerväxtart som beskrevs av A. Cheval.. Cinnamomum tetragonum ingår i släktet Cinnamomum och familjen lagerväxter. Inga underarter finns listade i Catalogue of Life.